# Балтийская любовь
«Балтийская любовь» (эст. Balti armastuslood) — эстонский фильм 1992 года режиссёра Пеэтера Урбла.

## Сюжет
Три истории любви относящиеся к 1991 году восстановления независимости стран Балтии.

### Маттиас и Энн. Эстонская весна 1991
Эстония, весна 1991 года. На улицах митинги, сносят памятники Ленину, но русские истребители ещё летают в небе. Маттиас — эстонский диссидент — выходит из тюрьмы. Вернувшись домой, он обнаруживает, что жизнь изменилась, а его возлюбленная жена Энн, актриса Таллинского театра, нашла другого — это его лучший друг, который проявив политическую трусость предал его.
В ролях:
- Андрес Ноорметс — Маттиас
- Кармен Микивер — Энн
- Мадис Калмет — Яанус
- Херта Эльвисте — дежурная

### Регина и Сергей. Латышское лето 1991
Латвия, лето 1991 года. Русский десантник Сергей и латышка Регина любят друг друга. Но нарастающий ком политических, межнациональных и социальных противоречий наносит их любви непоправимый удар…. Её латвийские друзья принимают её парня. Но друзья Сергея отговаривают его от свадьбы с латышкой. Местные крайне недружелюбно относятся к ним, считая их оккупантами. Друзья на войне в Афганистане спасли Сергею жизнь, четверо суток ища его в горах, хотя его уже признали погибшим и отправили похоронку родным. Доходит до того, что они избивают его, угрожают изнасиловать Регину. Любовь не может выстоять в этих противоречиях, и пара понимает, что они не могут продолжать свои отношения.
В ролях:
- Сергей Варчук — Сергей
- Лиана Упениеце — Регина
- Юрий Воробьёв — Иван
- Юрий Екимов — Александр
- Лидия Фрейман — бабушки Регины
- Харийс Спановскис — сосед

### Витаутас и Юозас. Литовская осень 1991
Литва, осень 1991 года. Молодой семинарист Витаутас, под руководством своего дяди — старого ксендза, готовится как и он служить церкви. Витаутас влюбляется в девушку, которую каждое утро видит на пробежке: эстонка Регина — стриптизерша из Таллина, стриптизёрша ревю «Джаз и секс». Дядя на вопрос племянника, соблюдал ли он всегда обет безбрачия отвечает, что юношей вступил в борьбу за независимость Литвы и провёл полжизни в лагерях в Сибири, и там спасался только верой. Но благословляет племянника на любой путь, который он выберет. Витаус и Регина проводят ночь вместе, но когда Витаус возвращается домой, его дядя уже умер. С большой болью он решает бросить девушку и продолжить путь своего дяди.
В ролях:
- Дайнюс Казлаускас — Витаутас, молодой семинарист
- Леонардас Зельчюс — Юозас, его дядя, ксёндз
- Катри Хорма[англ.] — Кристийна, стриптизёрша

## Критика
Три эпизода показывают ужасные последствия советской оккупации для двадцатилетних, которые хотят только жить и любить. Фильм имеет размытый, мутный налёт, который придает интимность почти в стиле домашнего кино. Одним из объединяющих факторов является нежелание персонажей говорить по-русски. Мужская и женская нагота в полный рост плавно интегрируются и могут стать предметом продажи на определённых рынках, хотя направленность картины носит политический и эмоциональный характер.
Оригинальный текст (англ.)Three geographically distinct episodes show the messy repercussions of Soviet occupation on twentysomethings who want only to live and love.
Film has a washed out, muddy patina which lends an almost home-movie style intimacy. One unifying factor is characters’ reluctance to speak Russian. Male and female full-frontal nudity is smoothly integrated and could be a selling point in certain markets, although pic’s thrust is political and emotional.
— Lisa Nesselson — Baltic Love // Variety, Mar 20, 1994